# Ecclesia non sitit sanguinem
Nach dem Rechtssatz ecclesia non sitit sanguinem (lat. die Kirche dürstet nicht nach Blut) des Kanonischen Rechts war es im Mittelalter Geistlichen nicht gestattet, an Maßnahmen der (weltlichen) Strafgerichtsbarkeit teilzunehmen.
Es handelt sich um einen frühchristlichen Grundsatz, der die ablehnende Haltung der Kirche gegenüber der Todesstrafe ausdrückte (was wohl auf das Gebot Du sollst nicht töten zurückzuführen sein dürfte) und Verletzungen des Körpers durch Geistliche ausschloss. Zu Zeiten der Inquisition, gelegentlich auch im Rahmen der Hexenverfolgung, wurde der Grundsatz jedoch umgangen, indem man Personen, die von kirchlichen Gerichten als in schwerem Ausmaß für schuldig befunden worden waren, der weltlichen Gerichtsbarkeit (auch bracchium saeculare, weltlicher Arm, genannt) übergab, die das Recht zur Ausführung der Blutgerichtsbarkeit hatte, was die Vollstreckung einer Todesstrafe nach weltlichen Gesetzen und Urteilen mit einschloss.
Ursprünglich besagte der Grundsatz möglicherweise, dass die christliche Religion nicht durch Gewalt verbreitet werden sollte.